# 全国食肉生活衛生同業組合連合会
全国食肉生活衛生同業組合連合会（ぜんこくしょくにくせいかつえいせいどうぎょうくみあいれんごうかい、全肉生連）は全国43都道府県に存在する食肉生活衛生同業組合の全国組織。

## 沿革
昭和32年6月「環境衛生関係営業の運営の適正化に関する法律」が施行された。
同法に基づき都道府県ごとの組合の中央連合体として昭和34年3月設立、同年8月厚生大臣（現厚生労働大臣）より認可された団体である。

## 概要
各都道府県の会員数の総計は1000を超える食肉業界としては最大の団体である。マスコットはミートボーイ。